# 41481 Musashifuchu
41481 Musashifuchu este o planetă minoră (asteroid), cu un diametru de 2,767 km, din centura de asteroizi. A fost descoperită pe 28 august 2000 la Bisei Spaceguard Center⁠(d) de BATTeRS⁠(d). 
Obiectul prezintă o orbită caracterizată de o semiaxă mare de 2,2410628090953 UAi, o excentricitate de 0,14, o înclinație de 5,8 ° în raport cu ecliptica.